# Barigauer Höhe
Die Barigauer Höhe ist eine 664,6 m ü. NHN hohe Erhebung im Thüringer Schiefergebirge unweit von Barigau, einem Ortsteil von Königsee im Landkreis Saalfeld-Rudolstadt in Thüringen. Auf dem Gipfel befindet sich der Barigauer Turm mit angrenzender Ausflugsgaststätte. Der Turm wurde 1912 durch den Thüringerwald-Verein errichtet. Es bietet sich ein Blick auf das Schwarza- und Rinnetal sowie den Thüringer Wald, die Leuchtenburg in Seitenroda, den Kulm (481,9 m) bei Saalfeld und die Drei Gleichen bei Arnstadt. An dem südlich gegenüber liegenden Berghang kann man die Oberweißbacher Bergbahn beobachten.

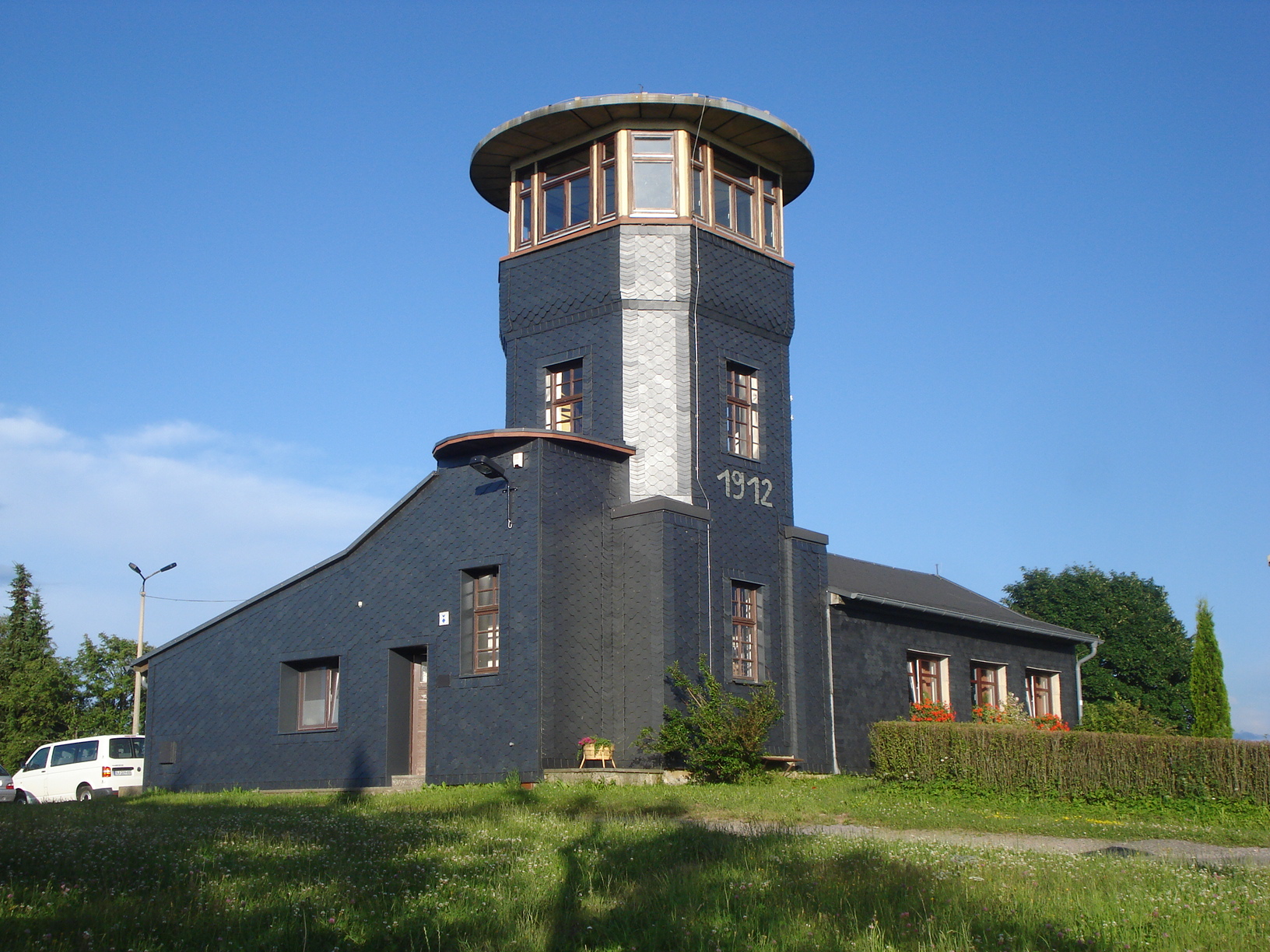
Barigauer Turm mit Gaststätte